# 德拉戈米雷什蒂
德拉戈米雷什蒂是羅馬尼亞的城鎮，位於該國北部伊扎河畔，由馬拉穆列什縣負責管轄，面積101.09平方公里，海拔高度430米，2007年人口3,167，居民大多信奉東正教。
47°40′01″N 24°17′29″E / 47.6669°N 24.2914°E